# Una vida y dos mandados
Una vida y dos mandados és una pel·lícula dramàtica veneçolana de 1997 dirigida per Alberto Arvelo Mendoza. La pel·lícula va ser seleccionada com a entrada veneçolana per a l'Oscar a la millor pel·lícula de parla no anglesa als Premis Oscar de 1997, però no va ser acceptat com a nominada.

## Sinopsi
Un nen dels Andes de Veneçuela farà un viatge arreu del temps i els records gràcies a un parell de fotografies antigues. En el trajecte veurà bells paisatges i tindrà algunes experiències inoblidables

## Repartiment
- Germán Mendieta - Romer del Gado
- Ramona Pérez - Ninfa del Gado

## Nominacions
Va participar al Festival Internacional de Cinema de Toronto i va guanyar la Poma d'Or al Festival de Cinema Llatí de Nova York.